# Нова Зеландія на літніх Олімпійських іграх 2024
Нову Зеландію на літніх Олімпійських іграх 2024 представляли сто дев'яносто п'ять спортсменів у двадцяти двох видах спорту.

## Медалісти
| Медаль | Ім'я | Вид спорту                      | Дисципліна                            | Дата      |
| ------ | --- | ------------------------------- | ------------------------------------- | --------- |
| 1      | Збірна Нової Зеландії з регбі-7- Мікейла Блайд - Джазмін Готам - Сара Госс (c) - Тайла Натан-Вонг - Джорджа Міллер - Маная Нуку - Магіна Пол - Різі Пурі-Лейн - Алена Саїлі - Тереза Фіцпатрік - Стейсі Ваака - Портія Вудмен | Регбі-7                         | жіночий турнір                        | 30 липня  |
| 1      | Брук Доног'ю Люсі Спурс | Академічне веслування           | Парні двійки (жінки)                  | 1 серпня  |
| 1      | Фінн Батчер | Веслування на байдарках і каное | байдарки-крос (чоловіки)              | 5 серпня  |
| 1      | Олівія Бретт Ліза Керрінгтон Алісія Госкін Тара Воен | Веслування на байдарках і каное | байдарки-четвірки, 500 метрів (жінки) | 8 серпня  |
| 1      | Еллесс Ендрюс | Велоспорт                       | кейрін (жінки)                        | 8 серпня  |
| 1      | Ліза Керрінгтон Алісія Госкін | Веслування на байдарках і каное | байдарки-двійки, 500 метрів (жінки)   | 9 серпня  |
| 1      | Гаміш Керр | Легка атлетика                  | стрибки у висоту (чоловіки)           | 10 серпня |
| 1      | Ліза Керрінгтон | Веслування на байдарках і каное | байдарки-одиночки, 500 метрів (жінки) | 10 серпня |
| 1      | Лідія Ко | Гольф                           | жіночий турнір                        | 10 серпня |
| 1      | Еллесс Ендрюс | Велоспорт                       | спринт (жінки)                        | 11 серпня |
| 2      | Гейден Вайлд | Тріатлон                        | індивідуальна першість (чоловіки)     | 31 липня  |
| 2      | Метт Макдоналд Олівер Маклін Том Маррей Лоґан Ульріх | Академічне веслування           | четвірки (чоловіки)                   | 1 серпня  |
| 2      | Ісаак Мак-Гарді Вільям Мак-Кензі | Вітрильний спорт                | 49er                                  | 2 серпня  |
| 2      | Емма Твігг | Академічне веслування           | одиночки (жінки)                      | 3 серпня  |
| 2      | Еллесс Ендрюс Шаан Фултон Ребекка Петч | Велоспорт                       | командний спринт (жінки)              | 5 серпня  |
| 2      | Еллі Волластон Брайоні Бота Емілі Ширман Ніколь Шилдз | Велоспорт                       | командна гонка переслідування (жінки) | 7 серпня  |
| 2      | Медісон-Лі Віше | Легка атлетика                  | штовхання ядра (жінки)                | 9 серпня  |
| 3      | Джекі Ґовлер Фібі Спурс Давіна Ведді Керрі Говлер | Академічне веслування           | розпашні четвірки (жінки)             | 1 серпня  |
| 3      | Міка Вілкінсон Еріка Довсон | Вітрильний спорт                | Накра 17 (змішані)                    | 8 серпня  |
| 3      | Еллі Волластон | Велоспорт                       | омніум (жінки)                        | 11 серпня |

| Вид спорту                      | 1  | 2 | 3 | Загалом |
| Веслування на байдарках і каное | 4  | 0 | 0 | 4       |
| Велоспорт                       | 2  | 2 | 1 | 5       |
| Академічне веслування           | 1  | 2 | 1 | 4       |
| Легка атлетика                  | 1  | 1 | 0 | 2       |
| Гольф                           | 1  | 0 | 0 | 1       |
| Регбі-7                         | 1  | 0 | 0 | 1       |
| Вітрильний спорт                | 0  | 1 | 1 | 2       |
| Тріатлон                        | 0  | 1 | 0 | 1       |
| Загалом                         | 10 | 7 | 3 | 20      |

| День    | Дата      | 1  | 2 | 3 | Загалом |
| 4       | 30 липня  | 1  | 0 | 0 | 1       |
| 5       | 31 липня  | 0  | 1 | 0 | 1       |
| 6       | 1 серпня  | 1  | 1 | 1 | 3       |
| 7       | 2 серпня  | 0  | 1 | 0 | 1       |
| 8       | 3 серпня  | 0  | 1 | 0 | 1       |
| 10      | 5 серпня  | 1  | 1 | 0 | 2       |
| 12      | 7 серпня  | 0  | 1 | 0 | 1       |
| 13      | 8 серпня  | 2  | 0 | 1 | 3       |
| 14      | 9 серпня  | 1  | 1 | 0 | 2       |
| 15      | 10 серпня | 3  | 0 | 0 | 3       |
| 16      | 11 серпня | 1  | 0 | 1 | 2       |
| Загалом | Загалом   | 10 | 7 | 3 | 20      |

| Стать    | 1  | 2 | 3 | Загалом |
| жінки    | 8  | 4 | 2 | 14      |
| Чоловіки | 2  | 3 | 0 | 5       |
| змішані  | 0  | 0 | 1 | 1       |
| Загалом  | 10 | 7 | 3 | 20      |

| Ім'я            | Вид спорту                      | 1 | 2 | 3 | Загалом |
| Ліза Керрінгтон | Веслування на байдарках і каное | 3 | 0 | 0 | 3       |
| Еллесс Ендрюс   | Велоспорт                       | 2 | 1 | 0 | 3       |
| Алісія Госкін   | Веслування на байдарках і каное | 2 | 0 | 0 | 2       |
| Еллі Волластон  | Велоспорт                       | 0 | 1 | 1 | 2       |

## Спортсмени
| Вид спорту                      | Чоловіки | Жінки | Загалом |
| ------------------------------- | -------- | ----- | ------- |
| Артистичне плавання             | 0        | 2     | 2       |
| Легка атлетика                  | 8        | 9     | 17      |
| Веслування на байдарках і каное | 5        | 7     | 12      |
| Велоспорт                       | 9        | 11    | 20      |
| Стрибки у воду                  | 0        | 1     | 1       |
| Кінний спорт                    | 2        | 2     | 4       |
| Хокей на траві                  | 16       | 0     | 16      |
| Футбол                          | 18       | 18    | 36      |
| Гольф                           | 2        | 1     | 3       |
| Гімнастика                      | 1        | 2     | 3       |
| Дзюдо                           | 0        | 2     | 2       |
| Академічне веслування           | 9        | 11    | 20      |
| Регбі-7                         | 12       | 12    | 24      |
| Вітрильний спорт                | 6        | 6     | 12      |
| Стрільба                        | 1        | 1     | 2       |
| Спортивне скелелазіння          | 1        | 1     | 2       |
| Серфінг                         | 1        | 1     | 2       |
| Плавання                        | 4        | 5     | 9       |
| Теніс                           | 0        | 2     | 2       |
| Тріатлон                        | 2        | 2     | 4       |
| Важка атлетика                  | 1        | 0     | 1       |
| Боротьба                        | 0        | 1     | 1       |
| Загалом                         | 98       | 97    | 195     |